# Zange (Siegburg)
Zange ist ein Stadtteil von Siegburg im nordrhein-westfälischen Rhein-Sieg-Kreis.

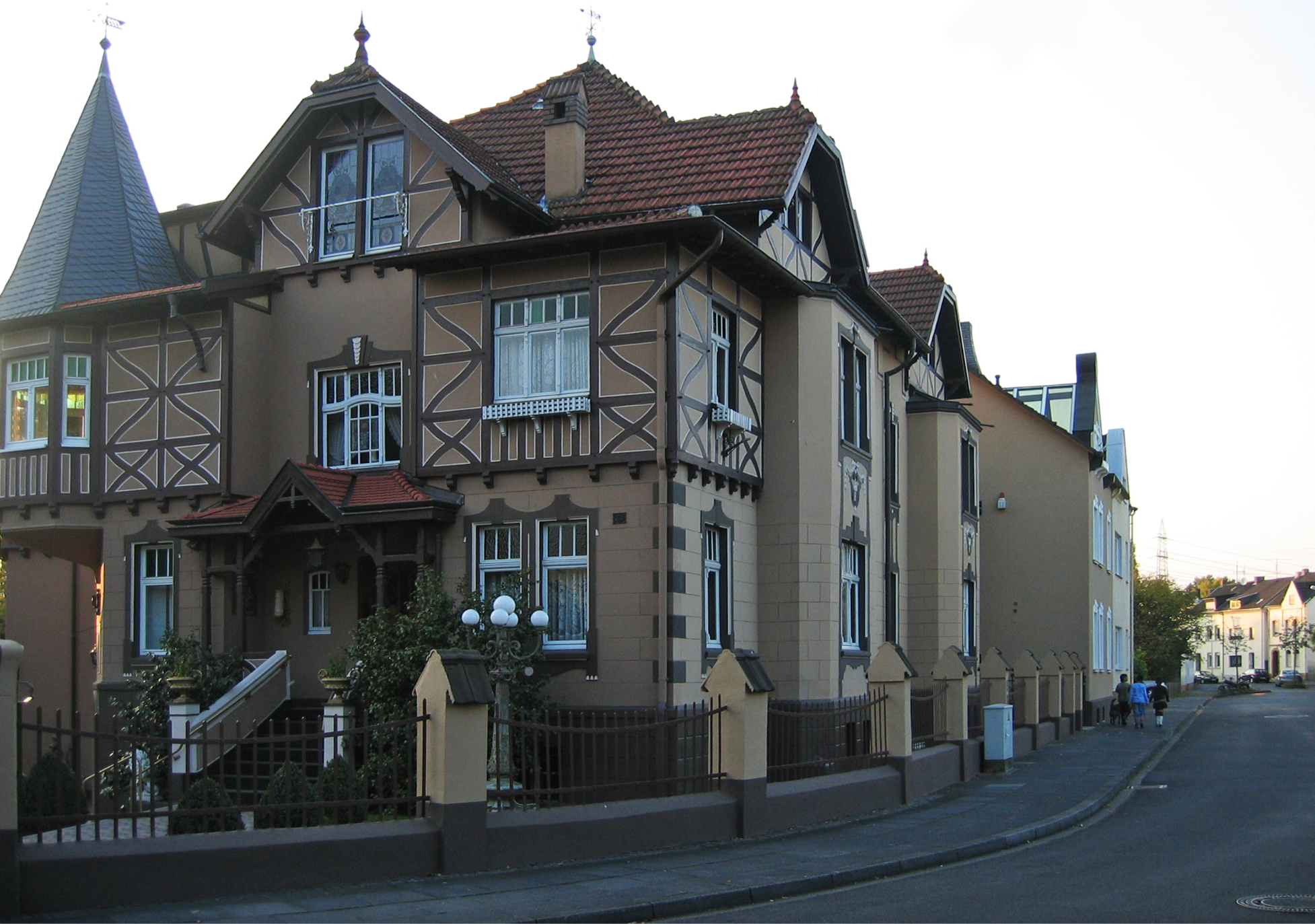
Katharinenstraße in Siegburg-Zange

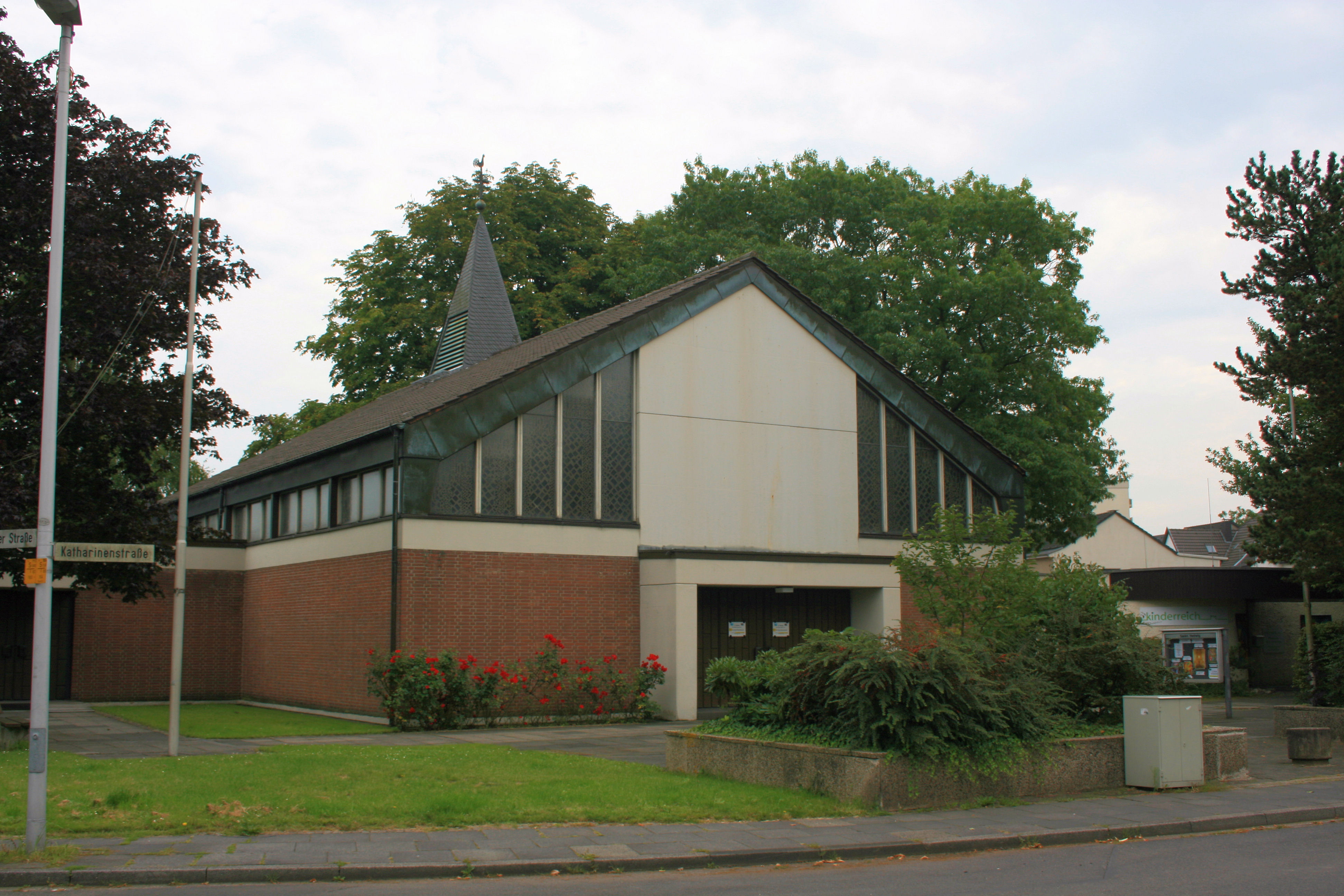
Die Kirche in Zange

## Geschichte
Seit 1906 gehört die Zange zu Siegburg. Vorher war sie Teil der Gemeinde Siegburg-Mülldorf im Amt Menden (Rheinland). „Die Zange“ war zunächst das Gebiet um den heutigen Berliner Platz, das jetzt noch die Flurbezeichnung „Auf der Zange“ trägt. Dort stand das Haus „Zur Zangen“, das seinen Namen nach einem Elias Zangen hat, der 1429/30 in Stadtbüchern erwähnt wurde.
Der heutige Stadtteil Zange wurde 1858 erstmals von Amts wegen als „Ortschaft Zange“ bezeichnet. Er zählte 1858 insgesamt 21 Einwohner, 1861 waren es 23, 1864 dann 40 und 1875 wohnten 117 Personen in diesem Ortsteil. Dort befand sich eine (Tier-)Horn verarbeitende Fabrik. Das Horn wurde in großen Kesseln aufgekocht, was der Zange den Spitznamen „Hornpott“ einbrachte.
Die 1921 in Rhein-Sieg-Eisenbahn umbenannte Bröltalbahn gehörte zu den vier Bahnen, die in Siegburg endeten. Das Betriebsgelände auf der Zange war begrenzt von der Ladestraße (heute: Konrad-Adenauer-Allee), Teilen der Hohenzollern-, Hoch-, Ludwig- und Katharinenstraße. Mit der Einstellung des Personenverkehrs im Jahre 1951 setzte schrittweise die Stilllegung der Strecke ein.
An der Siegburger Bahn, die durch den Stadtteil führt, existierte bis 2000 die Station Siegburg Zange.

## Kirche
Die katholische Kirche St. Hedwig in der Katharinenstraße wurde am 21. September 1972 geweiht und ist eine Filialkirche der Katholischen Pfarrgemeinde St. Servatius.